# 高加索诸语言

高加索地区民族语言地图（1995）

高加索语言泛指来源於高加索地区的语言。一般来说，高加索语言分為三種語系，包括:西北高加索語系、東北高加索語系、南高加索語系，也有人認為可以把西北和東北高加索語系合并為北高加索語系。

## 分类

### 西北高加索语系
西北高加索语系（内高加索地区），又稱阿布哈茲-阿迪格語系
- - 阿巴兹其語（英语：Abazgi languages） (Abazgi)
    - 阿布哈茲語 (abk)
    - 阿巴扎语 (Abaza) (abq)

  - 切尔克斯语（英语：Circassian language） (Circassian)
    - 阿迪格语 (ady)
    - 卡巴尔达语 (kbd)

  - 尤比克语 (uby)

### 東北高加索語系
東北高加索語系（內高加索地區），又稱東高加索語系或納赫-達吉斯坦語系
- - 阿瓦尔–安迪语族
    - 安迪语支
      - 阿赫瓦赫语（Akhvakh）(akv)
      - 安迪语（Andi）(ani)
      - 博特利赫语（Botlikh）(bph)
      - 恰马拉尔语（Chamalal）(cji)
      - 戈多贝蒂语（Ghodoberi）(gdo)
      - 卡拉塔语（Karata）(kpt)
      - 巴格瓦拉尔语（Bagvalal）(kva)
      - 廷迪语（Tindi）(tin)

    - 古阿瓦尔语 (oav)
    - 阿瓦尔语 (ava)

  - 达尔格瓦语、达尔金语（Dargwa）(dar)
  - 希纳卢格语（Khinalugh） (kjj)
  - 拉克语（Lak）(lbe)
  - 列兹金语族
    - 阿尔奇语（Archi） (aqc)
    - 列兹金语支
      - 东列兹金片
        - 阿古尔语（Aghul）(agx)
        - 莱兹金语、列兹金语（Lezgi）(lez)
        - 塔巴萨兰语（Tabassaran）(tab)

      - 南列兹金片
        - 布杜克语（Buduk） (bdk)
        - 克雷茨语（Kryts） (kry)

      - 西列兹金片
        - 卢图尔语（Rutul）(rut)
        - 察库尔语（Tsakhur） (tkr)

      - 阿格万语（Aghwan） (xag)
      - 烏第語 (udi)

  - 纳克语（Nakh）
    - 巴茨语（Bats）(bbl)
    - 车臣-印古什
      - 车臣语 (che)
      - 印古什语 (inh)

  - 采兹语族
    - 东采兹语支
      - 洪济布语（Hunzib） (huz)
      - 别日塔语（Bezhta） (kap)

    - 西采兹语支
      - 迪多语（Dido） (ddo)
      - 希努赫语（Khinukh）  (gin)
      - 赫瓦尔什语（Khvarshi） (khv)

### 南高加索语系
南高加索语系（外高加索地区，又称卡特维尔 Kartvelian）即古卡特维尔語系其下又分為斯万语、赞语族，及格鲁吉亚语。
古卡特维尔語系：
- 斯万语（Svan）(sva)
- 卡特-讚語族(Karto-Zan languages)
  - 赞语族 (Zan)
    - 拉兹语（Laz，又作Lazuri）(lzz)
    - 明格列尔语 (Mingrelian; Margaluri) (xmf)

  - 格鲁吉亚语下分為多種方言：
    - 古格鲁吉亚语 (oge)
    - 格鲁吉亚语 (kat)
      - 伊美利田方言（Imeretian）
      - 拉夏雷昆方言（Racha-Lechkhum）
      - 古利昂方言（Gurian）
      - 阿扎尔方言（Ajarian）
      - 伊美克也夫方言（Imerkhev）（在土耳其）
      - 卡特里安方言（Kartlian）
      - 卡克黑提安方言（Kakhetian）
      - 印记罗方言（Ingilo）
      - 土栩方言（Tush）
      - 克黑苏方言（Khevsur）
      - 莫克黑夫方言（Mokhev）
      - 普夏夫方言（Pshav）
      - 恩提乌勒方言（Mtiul）
      - 非吉单方言（Ferjeidan）（在伊朗）
      - 美斯可黑田方言（Meskhetian）

    - 犹太-格鲁吉亚语（Gruzinic）(jge)

### 印欧语系
- 希腊语
- 亚美尼亚语
- 库尔德语、奥塞梯语、塔里什語
- 俄语

### 突厥語系
- 阿塞拜疆语、卡拉切-巴尔卡尔语、卡拉恰伊语、库梅克语、诺盖语、土库曼语

### 蒙古語系
- 卡尔梅克语

## 外部关系
自19世纪比较语言学诞生以来，学者们一直试图将高加索语言相互联系起来或与外部语言联系起来。最有希望的建议是将东北高加索语系和西北高加索语系相互联系，或与古安纳托利亚和美索不达米亚北部的语言联系起来。

### 北高加索语系
斯塔罗斯金等语言学家认为东北、西北高加索语系是有关的，并建议将它们合并为北高加索语系。虽然这两个语系有许多相似之处，但它们的形态结构（有许多单辅音语素）使得比较异常困难，且无法确定发生关系。

### 伊比利亚-高加索语系
注意，其名称中的伊比利亚指的是格鲁吉亚地区的一个古国，与南欧伊比利亚半岛没有关系。
南、北高加索语系之间没有已知的亲缘关系。然而，一些学者提议将所有高加索语系（包括南、北高加索语系）统称为伊比利亚-高加索语系，试图将高加索语系统一为一个语系。

### 哈梯语
一些语言学家声称西北高加索语系和安娜托利亚中部已灭绝的哈梯语有关。详参西北高加索语系。

### 阿拉罗迪亚语系
阿拉罗迪亚语系将东北高加索语系和已灭绝的胡里安-乌拉尔图语系联系起来。

### 德内-高加索语系
斯塔罗斯金等语言学家提出了德内-高加索语系，包括北高加索语系、巴斯克语、布鲁夏斯基语、纳德内语系、汉藏语系和叶尼塞语系联系起来。这一说法被主流语言学界反对。

## 词汇比较
下面是3种高加索语系的基础词汇比较表。
| 词义   | 原始东北高加索语[1] | 原始西北高加索语[2]            | 原始南高加索语[3] | 格鲁吉亚语      |
| ------ | ------------------- | ------------------------------ | ----------------- | --------------- |
| 目     | *(b)ul, *(b)al      | *b-la                          | *twal-            | tvali           |
| 齿     | *cVl-               | *ca                            | GZ *ḳb-il-        | k’bili          |
| 舌     | *maʒ-i              | *bza                           | *nena-            | ena             |
| 手、臂 | *kV, *kol-          | *q’a                           | *qe-              | xeli            |
| 背     | *=uqq’              | *pxá                           |                   | zurgi           |
| 心     | *rVk’u / *Vrk’u     | *g°ə                           | *gul-             | guli            |
| 肉     | *(CV)=(lV)ƛƛ’       | *Lə                            | GZ *qorc-         | xorci           |
| 日     | *bVrVg              | *dəɣa                          | *mz₁e-            | mze             |
| 月     | *baʒVr / *buʒVr     | *məʒa                          | *tute-            | mtvare          |
| 土地   | *(l)ončči           | *č’ə-g°ə (P-Circassian)        |                   | dedamiʦ’a       |
| 水     | *ɬɬin               | *psə (P-Circassian)            | GZ *c̣q̣a-          | ʦ’q’ali         |
| 火     | *c’ar(i), *c’ad(i)  | *məć’°a                        | GZ *ʓec₁xl-       | cecxli; xanʒari |
| 灰     | *rV=uqq’ / *rV=uƛƛ’ | *tq°a                          | *ṭuṭa-            | perpli          |
| 路     | *=eqq’ / *=aqq’     | *məʕ°á                         | GZ *gza-          | gza             |
| 名     | *cc’Vr, *cc’Vri     | *(p’)c’a                       | *ʓ₁ax-e-          | saxeli; gvari   |
| 杀     | *=Vƛ’               | *ƛ’ə́                           |                   | k’vla           |
| 烧     | *=Vk’               | *ca; *bla/ə                    | *c₁x-             | ʦ’va            |
| 知     | *(=)Vc’             | *ć’a                           |                   | codna           |
| 黑     | *alč’i- (*ʕalč’i-)  | *ć’°a                          |                   | šavi            |
| 圆     | *goRg / *gog-R-     |                                |                   | mrgvali         |
| 干燥   | *=aqq’(u) / *=uqq’  | *ʕ°ə́                           | *šwer-, *šwr-     | mšrali          |
| 细     | *(C)=uƛ’Vl-         | *č’°a                          | GZ *ttx-el-       | txeli           |
| 什么   | *sti-               | *sə-tʰə; *śə-da (P-Circassian) | *ma-              | ra              |
| 1      | *cV (*cʕV ?)        | *za                            | GZ *ert-          | erti            |
| 5      | *(W)=ƛƛi / *ƛƛwi    | *txᵒə                          | *xut-             | xuti            |

## 阅读更多
- Kovalevskaia, V. B "Central Ciscaucasia in Antiquity and Early Middle Ages: Caucasian Substratum and Migrations of the Iranic-Speaking Tribes." (1988).